# Bobry (przystanek kolejowy)
Bobry – jeden z przystanków kolejowych na linii kolejowej nr 1 Warszawa Zachodnia – Katowice w Bobrach (powiat radomszczański). Na stacji zatrzymują się tylko pociągi osobowe.

## Ruch pasażerski[1]
| Rok  | Wymiana pasażerska na dobę |
| ---- | -------------------------- |
| 2017 | 20-49                      |
| 2018 | 20-49                      |
| 2019 | 20-49                      |
| 2020 | 10-19                      |
| 2021 | 10-19                      |
| 2022 | 20-49                      |
| 2023 | 20-49                      |
| 2024 | 20-49                      |

## Połączenia
- Częstochowa
- Koluszki
- Piotrków Trybunalski
- Radomsko